# Azim Surani
Azim Surani (Kisumu, Quênia, 1945) é um biólogo desenvolvimentista britânico nascido no Quênia, de origem indiana.
É professor da Universidade de Cambridge.

## Condecorações (seleção)
- 1990 Fellow da Royal Society[2]
- 2001 Medalha Gabor da Royal Society[3]
- 2007 Prêmio Rosenstiel[4]
- 2010 Medalha Real da Royal Society[5]